# لیدیا هایراپتیان
لیدیا گئورگی هایراپتیان (ارمنی: Լիդիա Գեորգիի Հայրապետյան؛ انگلیسی: Lydia Hayrapetyan؛ زادهٔ ۲۲ اوت ۱۹۴۵) استاد سرطان‌شناسی-شیمی‌دان اهل ارمنستان است.

## زندگی‌نامه
وی در ۲۲ اوت ۱۹۴۵ در ایروان به دنیا آمد و از دانشگاه پزشکی دولتی ایروان (۱۹۶۹) فارغ‌التحصیل گشت. وی در مرکز ملی سرطان‌شناسی ب. فانارجیان، انستیتو ملی سلامت و دانشگاه پزشکی دولتی ایروان فعالیت کرده است.

## یادداشت
1. ↑  բժշկական գիտությունների դոկտոր